# NCC Danmark
NCC Danmark A/S er en dansk entreprenør- bygge- og anlægsvirksomhed med hovedkvarter i Søborg, København. Virksomheden er et datterselskab til svenske NCC. Selskabet blev etableret i 1985 og var i en periode kendt som Superfos Construction. I 1999 blev Superfos Construction overtaget af NCC og navnet NCC Danmark blev indført. I 2023 havde NCC Danmark en årsomsætning på 6,2 mia. danske kroner, og der var 1.535 ansatte. Foruden NCC Danmark så har NCC også vej- og asfaltvirksomheden NCC Industry i Danmark.